# Dürrüşehvar Sultan

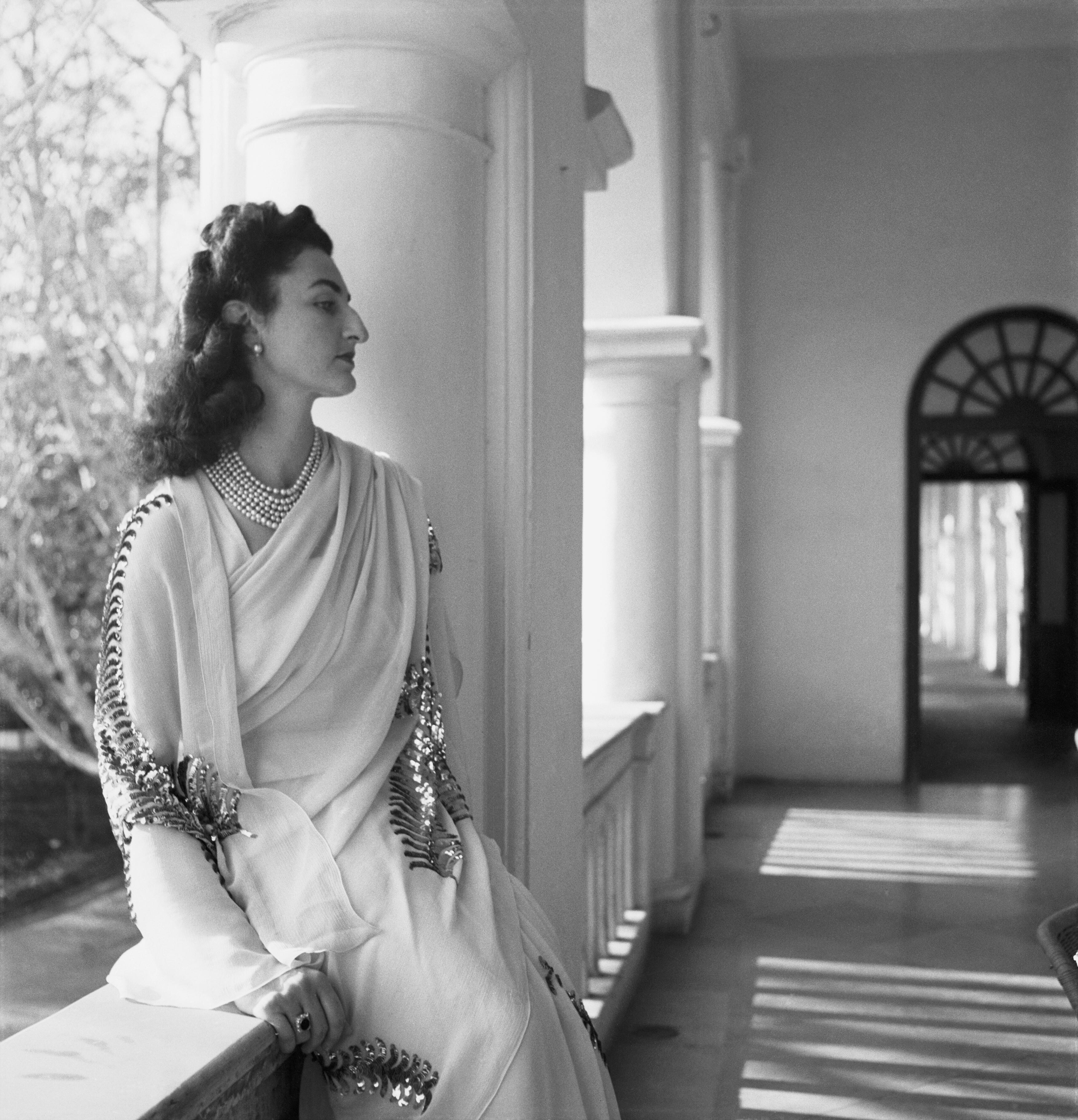
Prinzessin Dürrüşehvar

Dürrüşehvar (osmanisch خدیجه خیریه عائشه درشهوار سلطان türkisch Hatice Hayriye Ayşe Dürrüşehvar Sultan; 26. Januar 1914 – 7. Februar 2006) war die Tochter von Abdülmecid II. aus der Dynastie der Osmanen, dem letzten anerkannten Erben des kaiserlich osmanischen Throns und dem letzten Kalifen der muslimischen Welt. Sie trug die Titel der Prinzessin von Berar durch Heirat und der kaiserlichen Prinzessin des Osmanischen Reichs durch Geburt vor der Aufhebung der Monarchie im Jahre 1922.

## Titel
Ihr vollständiger Titel lautete Ihre Kaiserliche und Erlauchte Hoheit, Prinzessin Hatice Hayriye Ayse Durrusehvar Sultana, Kaiserliche Prinzessin des Osmanischen Reiches, Prinzessin von Berar.

## Leben

### Jugend
Die Prinzessin wurde in Üsküdar, Istanbul, geboren, als das Osmanische Reich seine letzte Phase durchlief. Ihr Vater, Kalif Abdulmecid II., ging nach der Abschaffung des Kalifats durch Mustafa Kemal Atatürk im Jahre 1924 ins Exil nach Paris.

### Heirat
Nach der Verbannung der Familie nach Frankreich im Jahre 1924 wurde sie durch den Schah von Persien und König Fu'ād I. von Ägypten als Braut für ihre jeweiligen Erben Mohammad Reza Pahlavi und Faruq ausgesucht sowie durch Prinz Azam Jah (1907–1970), den ältesten Sohn und Erben des letzten Nizam des Staates Hyderabad Osman Ali Khan (Asaf Jah VII.). Am 12. November 1931 heiratete Dürrüşehvar den Prinzen Azam Jah in Nizza. Ihre Cousine ersten Grades Prinzessin Niloufer wurden mit Prinz Moazzam Jah, dem zweiten Sohn des Nizam, verheiratet.
Die Hochzeit der Prinzessin wurde in Südfrankreich durch Maulana Shaukat Ali, Bruder von Maulana Muhammad Ali Johar, dem Führer der Khilafatbewegung in Indien, in Szene gesetzt.
Es wurde damals angenommen, dass eine Heiratsallianz zwischen dem Nizam, dem reichsten Herrscher der damaligen Welt, und dem abgesetzten Kalifen zum Hervortreten eines muslimischen Herrschers führen würde, der den Weltmächten an Stelle des osmanischen Sultans akzeptabel erscheinen könnte. Prinzessin Durru, deren Vater durch einen Nebenzweig der osmanischen Monarchie erzogen worden und zutiefst interessiert an Modernisierungsreformen war, glaubte an moderne Bildung für Frauen, einschließlich seiner Ehefrauen und der Tochter, die nach ihrer Ankunft in Hyderabad zu einer populären Figur des öffentlichen Lebens wurde. Sie war der Überzeugung, dass Frauen ihren eigenen Lebensunterhalt verdienen sollten und half, die Praxis der Absonderung von Frauen zu beseitigen.

### Späteres Leben

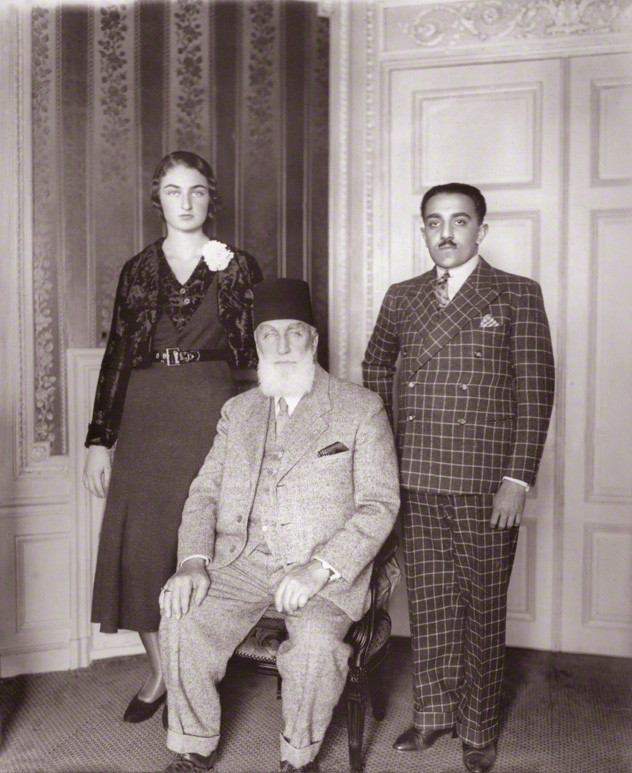
Prinzessin Dürrüşehvar mit Abdülmecid II. und Nawab Azam Jah im Jahr 1931

Dem Paar wurden die Söhne Prinz Mukarram Jah im Jahre 1933 und Prinz Muffakham im Jahr 1939 geboren. Sie übernahm ihre Erziehung, die zwei Prinzen wurden in Großbritannien eingeschult und heirateten türkische Damen. Der letzte Nizam überging später seinen eigenen Sohn und nominierte ihren ersten Sohn und seinen Enkel als seinen Nachfolger.
Die Prinzessin wurde die erste Frau, die einen Flughafen einweihte, als sie den in Hyderabad in den 1940ern eröffnete. Ihr wurde auch die Eröffnung des Osmania-Hospitals gutgeschrieben. Sie richtete die Durru-Shehvar-Kinder-und-Allgemeinklinik für Frauen und Kinder in der Altstadt von Hyderabad ein. Sie eröffnete auch im Jahre 1939 das berühmte Ajmal-Khan-Tibbiya-Universitätskrankenhaus an der Muslimischen Universität in Aligarh. Ihr letzter öffentlicher Auftritt in der Stadt war, als sie im Jahr 2000 den Vorsitz in der Eröffnungszeremonie des Museums anlässlich des Silberjubiläums des Nizams hatte. Letztmals besuchte sie Hyderabad im Jahre 2004.
Sie war verärgert über die Haltung der türkischen Regierung gegenüber ihren Familienmitgliedern nach der Ausrufung der Republik. Obwohl sie ein Mitglied der osmanischen königlichen Familie war, lehnte sie es ab, in der Türkei begraben zu werden, da sie darüber verärgert war, dass die türkische Regierung im Jahre 1944 die Bestattung ihres Vaters in Istanbul verweigert hatte.
Sie teilte ihre Zeit hauptsächlich zwischen Hyderabad und London auf, wo sie in Anwesenheit ihrer zwei Söhne starb.